# Giacomo David

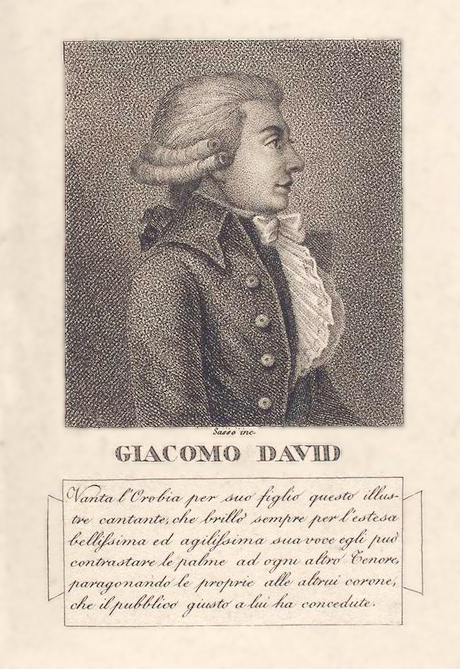
Giacomo David

Giacomo David, auch Giacomo Davide (* 1750 in Presezzo; † 31. Dezember 1830 in Bergamo) war ein italienischer Opernsänger (Tenor), der über Jahrzehnte hinweg Hauptpartien wichtiger Opern kreierte.

## Leben
Als Sänger Autodidakt, studierte er in Neapel Tonsatz bei Nicola Sala. Seine Gesangskarriere führte ihn in Italien zunächst nach Turin, Neapel, Venedig und Mailand, wo er 1803 in einer Oper von Vincenzo Federici an der Eröffnungsvorstellung des Teatro Carcano beteiligt war.
1791 wechselte er nach London, später dann nach Paris. Er gilt als „Vater“ der namhaften Tenorschule von Bergamo.
Gemeinsam mit seiner Frau, der Sopranistin Paola geb. Borelli, hatte er den Sohn Giovanni David.